# Déclenchement de tremblements de terre par effet de marée

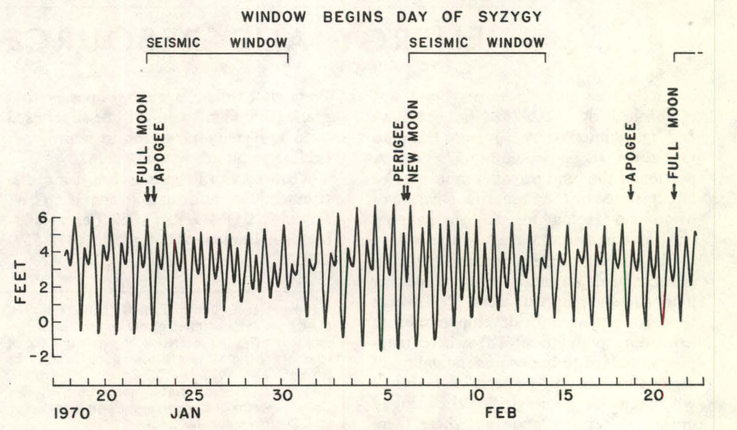
L'Amplitude de la marée océanique sous le Golden Gate Bridge (sur cinq semaines en 1970). Les crochets indiquent les périodes ou fenêtres sismique définies par Jim Berkland.

Le déclenchement de séismes par effet de marée ou « déclenchement tidal de séismes » est une hypothèse proposant que les forces de marée (marées de la pesanteur) qui déplacent verticalement la croûte terrestre peuvent induire une sismicité significative, voire contribuer à déclencher des tremblements de terre. De petits séismes régulièrement provoqués par l'effet de marée pourraient jouer un rôle stabilisateur en contribuant à un mécanisme de détente des tremblements de Terre.

## Principes
En relation avec les séismes, la syzygie renvoie à l'idée que la combinaison des effets de marée de la lune et du soleil (soit directement, comme les marées terrestres dans la croûte elle-même, soit indirectement, par un « chargement hydrostatique » due à la marée océanique) peut ou doit être en mesure de déclencher certains tremblements de terre dans la croute terrestre (immergée ou émergée) là où la contrainte tectonique est déjà élevée.
Selon cette hypothèse, un nombre plus important de tremblements de terre devrait statistiquement se produire en même temps que les extrema de marée (nouvelle et pleine lune), ou peu après.

## Histoire scientifique
Des scientifiques ont recherché une telle corrélation durant plus d'un siècle. Elle a été confirmée pour les zones très volcaniques (y compris au milieu de l'océan, sur les dorsales) mais ailleurs les résultats des études de corrélation ont longtemps été mitigés.
Certains des résultats négatifs pourraient cependant être dus à l'absence de prise en compte des rapports entre  la direction de l'onde de marée et l'orientation et le pendage des failles ou jeux de failles.
Inversement "de nombreux rapports ayant conclu à des corrélations positives manquent de rigueur statistique notait Wilcock en 2009 . 
Ainsi une enquête systématique n'a pas pu trouver de preuve manifeste d'une augmentation générale de la sismicité lors des intervalles de grande amplitude de la marée. Cette étude conclut cependant clairement à une augmentation faible « mais significative » du taux de tremblement de terre quand la marée est basse, et n'observe pas d'augmentation des tremblements de terre au moment des pics de marées de vives-eaux. 

La Sismicité est logiquement favorisée à marée basse, c'est-à-dire quand la force d'attraction lunaire est plus élevée, en particulier pour les  failles inverses, car les frottements sont à ce moment légèrement réduits par les conditions de marée.
La marée océanique est par contre sans effet sur les glissements horizontaux.
Un travail de recherche a montré une corrélation forte entre de faibles forces "tidales" (induites par les marées) et l'activité sismique non-volcaniques (tremblements de terre, répliques).
Les volcanologues utilisent les données sur les marées terrestres (régulière et prévisibles) pour calibrer et tester la sensibilité d'instruments destinés à mesurer la déformation des instruments de surveillance. Les marées peuvent également déclencher des événements volcaniques,